# Sophronica kochi
Sophronica kochi är en skalbaggsart som beskrevs av Stefan von Breuning 1981. Sophronica kochi ingår i släktet Sophronica och familjen långhorningar. Inga underarter finns listade i Catalogue of Life.